# 燒窯的話也要馬克杯
《燒窯的話也要馬克杯》（簡稱）是以傳統工藝美濃燒為主題的日本免費漫畫，故事以岐阜縣多治見市為舞台，由2012年起開始發行。改編電視動畫第1季於2021年4月至6月播映，第2季於10月1日首播。

## 故事概要
以父親豐川刻四郎所屬的公司倒閉為契機，剛升上高中的豐川姬乃跟著父親從東京搬遷至母親土岐川姬菜（婚後改名豐川姬菜）生前的故鄉——岐阜縣多治見市展開新生活。姬乃在入學典禮當天被同班同學兼陶藝社成員久久梨三華邀請加入陶藝社，隨著她接觸陶藝和陶藝社成員們相處，也逐漸發現母親和陶藝的羈絆，以及不為人知的往事。

## 登場人物

### 主要角色
豐川姬乃（聲：田中美海）
本作女主角。織部學園一年級三班學生，是已故知名陶藝家土岐川姬菜（婚後改名豐川姬菜）的女兒。生日8月28日。個性溫和但略帶冒失。不擅繪畫。4歲時母親逝世，升高中時因為父親刻四郎的公司破產，跟隨父親從東京搬遷至母親的故鄉岐阜縣多治見市生活。在家裡也會協助父親和外祖母店裡的事務。初期對陶藝不甚瞭解，但被同班同學久久梨三華邀請加入學校的陶藝社，在逐漸熟悉陶藝技巧的過程中了解母親的過去。
久久梨三華（聲：芹澤優）
織部學園一年級三班學生，姬乃的同班同學兼陶藝社成員，同時是青木十子的兒時玩伴。生日3月4日。開朗富元氣的性格令姬乃和其他同學剛見面便留下深刻印象。陶都中學畢業，中學時期隸屬美術社，但因為嚮往陶藝，故在高中加入陶藝社，同時積極邀請陶藝同好加入社團。家裡有兩名姐姐一華（いちか）、二華（にか）和弟弟多郎（たろう）。曾為了讓姬乃熟悉陶藝而畫出日本地圖，和十子說明分佈各縣市的陶藝工藝。夢想製造出「讓看見作品的人露出笑容的陶藝作品」。
成瀨直子（聲：若井友希）
織部學園一年級四班學生。生日10月5日。思維奇特，雖不是陶藝社的成員，但也懂得部分陶藝知識（幼兒園時曾畫過塗鴉磚），經常待在陶藝社的社團辦公室裡，有時候也會在救援社擔任幫手。多治見中學畢業，自稱「過著碌碌無為的人生」，喜歡漫畫、電玩、貍貓、巨峰葡萄口味的富士ice冰淇淋、姬乃父親泡的咖啡。認為姬乃長得像狸貓。雙親經營理容院，姊姊圓香（まどか）是大學生。
青木十子（聲：本泉莉奈）
織部學園二年級學生，陶藝社的部長。生日5月14日。個性溫柔，是知名陶藝家青木十兵衛的孫女兼三華的兒時玩伴，雖然對三華的吵鬧性格傷透腦筋，但同時欣賞她投入陶藝的熱誠和手藝。有名高中畢業後離家的兄長。擁有豐富的陶藝知識，在姬乃加入陶藝社後給予不少指導和啟示。

### 家屬相關
豐川刻四郎（聲：石川界人）
姬乃的父親，39歲。高中時期是棒球部成員，但在二年級時仍未能擔任正式隊員，受姬菜贈與親製的陶製球棒勉勵後，以此契機釋懷轉任社團後勤。故事開始前原本是上班族，但因為公司倒閉，被迫帶著姬乃搬回高中時期曾居住兼妻子故鄉的多治見市展開新生活，透過岳母幸惠協助經營「刻四郎咖啡店」，著手改良店裡的菜單和營業方針。得知姬乃加入陶藝社後雖感到驚訝，仍向妻子的遺像允諾會好好守護姬乃。小泉老師和直子很喜歡他泡的咖啡。
豐川姬菜/土岐川姬菜（聲：小澤亞李）
姬乃的母親，容貌和姬乃相似。舊姓土岐川，是陶藝界頗具盛名的陶藝家。多治見市出身，高中時期邂逅刻四郎，曾因為翹課期間偶然發現了鄉土資料館的建築，認為該處鄰近空地是「天空與風的庭院」和希望做出治癒人們的作品，以此為靈感親手製作鄉土資料館的紀念標誌物，令市政府決定保留鄉土資料館。和刻四郎婚後生下姬乃，但由於積勞成疾，在姬乃4歲時逝世。喜歡櫻時雨（櫻花盛開時節的降雨）時期的泥土氣味。刻四郎經營咖啡店裡的陶製餐具多出自她的手。
土岐川幸惠（聲：真山亞子、小川真奈（年輕時期））
姬乃的外祖母兼姬菜的母親，經常穿著和服，是和服同好會的成員，同時是織部學園的資深校友。有接觸線上遊戲20年的資歷。年輕時容貌和姬乃、姬菜相仿，差別在留著黑色的短直髮。多年前身為木工職人的丈夫清（きよし）逝世。原本在刻四郎來之前經營雜貨店，但在刻四郎帶著姬乃搬回多治見市後，協助刻四郎咖啡店的事宜。後來透過線上遊戲認識在現實擔任咖啡酒店的網友建議，改良店裡的菜單。動畫第8話以年輕時期（高中時期）的模樣出現在三華的夢境裡。
青木十兵衛（聲：鈴木勝美）
十子的祖父兼知名陶藝家。是十子憧憬的榜樣。

### 織部學園
小泉真美（聲：小川真奈）
織部學園女教師，是姬乃的班導師兼陶藝社顧問，28歲。雖然擔任陶藝社社團顧問導師，但因為不太瞭解陶藝的知識，所以多半仰賴十子的協助，更多時候是和直子看漫畫和玩遊戲。喜歡喝咖啡，在初次光顧「刻四郎咖啡店」時給予印製咖啡券的建議，此後便和陶藝社成員成為店裡的常客。在動畫第5話帶領姬乃等人欣賞北小木的螢火蟲，給予姬乃啟示。
真土泥右衛門（聲：内田彩）
三華製作的形似河童的陶藝作品，被放在社團辦公室。主要擔任次回預告的吉祥物角色。

### 其他角色
磯村莉佳（聲：小林沙苗）
多治見市政府人員，因為市政府提議將鄉土資料館的舊建築改設為青少年作陶資料館，帶領小泉老師和姬乃參觀鄉土資料館。得知姬乃是土岐川姬菜的女兒後，對姬乃寄予重望，協助小泉老師和姬乃調閱姬菜過去活動的記錄。
草野智也（聲：梅原裕一郎）
織部學園陶藝部的前顧問老師，與姫菜有段因緣。
大沢由香里（聲：諏訪彩花）
多治見市役所企劃課的新人職員。

## 電視動畫
節目分為動畫《燒窯的話也要馬克杯》、真人出演的《燒窯的話也要馬克杯-YAKUMO的放學後-》（日语：やくならマグカップも-やくもの放課後-）兩部份。

### 製作人員
- 原作：、日本動畫公司
- 導演：神谷純
- 系列構成、編劇：荒川稔久
- 角色設計、總作畫監督：吉岡彩乃
- 道具設計：瀧令紀
- 美術監督：田邊浩子
- 美術設定：綱頭瑛子、岩佐禎
- 色彩設計：花村智子
- 音響監督：伊藤巧
- 音響製作：HALF H·P STUDIO
- 音樂：長谷川智樹
- 動畫製作：日本動畫公司
- 協力：岐阜縣多治見市、一般社團法人多治見市觀光協會、「燒窯的話也要馬克杯」活用推進協議會
- 製作：燒窯的話也要馬克杯製作委員會

### 主題曲
動畫片頭曲
作詞：金子麻友美，作曲：和泉一彌，編曲：久下真音
主唱：MUG-MO（豐川姬乃（田中美海）、久久梨三華（芹澤優）、成瀨直子（若井友希）、青木十子（本泉莉奈））
動畫片尾曲「Pale Blue」
作詞、作曲、編曲：hisakuni
主唱：內田彩
真人版主題曲
主唱：Maneki Kecak

### 各話列表
| 話數   | 日文標題 | 中文標題                    | 分鏡   | 演出     | 作畫監督                     | 播放日期      |
| ------ | -------- | --------------------------- | ------ | -------- | ---------------------------- | ------------- |
| 第1話  |          | 請多關照！陶藝部            | 神谷純 | 神谷純   | 吉岡彩乃                     | 2021年 4月3日 |
| 第2話  |          | 陶藝社是世外桃源            | 神谷純 | 前田薰平 | 田守優希、鷲田敏彌、吉岡彩乃 | 4月12日       |
| 第3話  |          | 畢竟我們是從小一起長大的…嘛 | 神谷純 | 山田弘和 | 堀光明                       | 4月19日       |
| 第4話  |          | 茶泡飯的味道                | 神谷純 | 古賀一臣 | 福永智子、日高真由美         | 4月26日       |
| 第5話  |          | 老師的秘密                  | 神谷純 | 前田薰平 | 吉岡彩乃                     | 5月3日        |
| 第6話  |          | 天空與風的庭院              | 神谷純 | 尾崎正善 | 佐藤多惠子                   | 5月10日       |
| 第7話  |          | 姬乃的作品                  | 神谷純 | 山田弘和 | 堀光明                       | 5月17日       |
| 第8話  |          | 不可思議之河的久久梨        | 神谷純 | 前田薫平 | 吉岡彩乃、中野友貴           | 5月24日       |
| 第9話  |          | 敲一敲拉一拉 增增減減       | 神谷純 | 古賀一臣 | 佐藤多惠子                   | 5月31日       |
| 第10話 |          | 小姬 正在努力♡              | 神谷純 | 前田薫平 | 吉岡彩乃、中野友貴、武本心   | 6月7日        |
| 第11話 |          | 我想要一个奖                | 神谷純 | 内沼菜摘 | 吉岡彩乃、中野友貴           | 6月14日       |
| 第12話 |          | 面对明天的微笑              | 神谷純 | 前田薫平 | 吉岡彩乃、中野友貴、金田莉子 | 6月21日       |

### 藍光
| 卷數 | 發售日期      | 收錄話數      | 規格編號    |
| ---- | ------------- | ------------- | ----------- |
| 1    | 2021年7月28日 | 第1話－第6話  | COXC-1247   |
| 2    | 2021年7月28日 | 第7話－第12話 | COXC-1248   |
| BOX  | 2021年7月28日 | 第1話－第12話 | COXC-1245/6 |

### 播映平台
| 播放日期        | 播放時間（UTC+9） | 播放電視台 | 播放地區   | 備註 |
| --------------- | ----------------- | ---------- | ---------- | ---- |
| 2021年10月2日－ | 每週六 27:38      | MBS電視台  | 近畿廣域圈 |      |
| 2021年10月4日－ | 每週一 22:30      | TOKYO MX   | 東京都     |      |
| 2021年10月4日－ | 每週六 23:30      | BS11       | 日本全國   |      |
| 2021年10月5日－ | 每週二 21:00      | AT-X       | 日本全國   |      |

| 播放日期         | 播放時間（UTC+8） | 播放電視台      | 播放地區 | 備註 |
| ---------------- | ----------------- | --------------- | -------- | ---- |
|                  | 每週六            | CatchPlay+      | 臺灣     |      |
| 2021年10月2日    | 每週六 02:55      | LINE TV         | 臺灣     |      |
| 2021年10月2日    | 每週六 03:00      | KKTV            | 臺灣     |      |
| 2021年10月22日－ |                   | MyVideo         | 臺灣     |      |
| 2021年10月2日    | 每週六 02:55      | 巴哈姆特動畫瘋  | 臺灣     |      |
|                  | 每週六            | FriDay影音      | 臺灣     |      |
| 2021年10月2日    | 每週六            | HamiVideo       | 臺灣     |      |
| 2021年10月2日    | 每週六 03:00      | Ani-One YouTube | 香港     |      |

## 外部連結
- 官方網站（日語）
- 電視動畫官方網站（日語）